# Odnaleźliśmy siódmą kompanię
Odnaleźliśmy siódmą kompanię (On a retrouvé la 7eme compagnie!) – francuska komedia wojenna z 1975 roku. Kontynuacja filmu Gdzie się podziała siódma kompania? z 1973 roku.

## Fabuła
Pod koniec bitwy o Francję Chaudard, Pitivier, Tassin i Duvauchel odnajdują wziętych do niewoli żołnierzy 7 kompanii którym pomagają w ucieczce. Niedługo później Niemcy ponownie ujmują kompanię oraz pilota. Trójka przyjaciół otrzymuje od wiejskiej gospodyni mundury oficerskie, w których niedługo później zostają wzięci do niewoli przez Niemców.

## Główne role
- Jean Lefebvre - szer. Pithivier
- Pierre Mondy - st. sierż. Chaudard
- Henri Guybet - szer. Tassin
- Robert Lamoureux - płk Blanchet
- Alain Doutey - Carlier
- Pierre Tornade - kpt. Dumont
- Erik Colin - por. Duvauchel